# Будинок, де розміщувався штаб 5-го окремого зенітно-кулеметного батальйону (Ніжин)
Будинок, де розміщувався штаб 5-го окремого зенітно-кулеметного батальйону — пам'ятка історії місцевого значення у Ніжині. Наразі тут розміщується ЖЕК.

## Історія
Наказом Управління культури Чернігівської обласної ради від 27.05.2003 № 122 надано статус «пам'ятник історії місцевого значення» з охоронним № 6949 під назвою «Будинок, де у 1943 році розміщувався штаб 5-го окремого зенітно-кулеметного батальйону, який брав участь у звільненні міста».

## Опис
Двоповерховий, кам'яний, прямокутний у плані будинок з двосхилим дахом.
У цьому будинку 1943 року розміщувався штаб 5-го окремого зенітно-кулеметного батальйону, який брав участь у очищенні міста Ніжина від німецьких військ.
У 1943 (1945) — 1977 роки тут розміщувався технікум підготовки культурно-просвітницьких працівників (з 1962 — Ніжинське культурно-освітнє училище), заснований в 1908 році як комерційна школа. Мав два відділення — бібліотечне та клубне. Потім училище розміщувалося на вулиці Карла Маркса будинок № 21А.
На фасаді будинку встановлено меморіальну дошку штабу 5-го окремого зенітно-кулеметного батальйону.